# Pärlrönn
Pärlrönn (Sorbus koehneana) är en rosväxtart som beskrevs av Camillo Karl Schneider. Enligt Catalogue of Life ingår Pärlrönn i släktet oxlar och familjen rosväxter, men enligt Dyntaxa är tillhörigheten istället släktet oxlar och familjen rosväxter. Arten förekommer tillfälligt i Sverige, men reproducerar sig inte. Inga underarter finns listade i Catalogue of Life.

## Bildgalleri

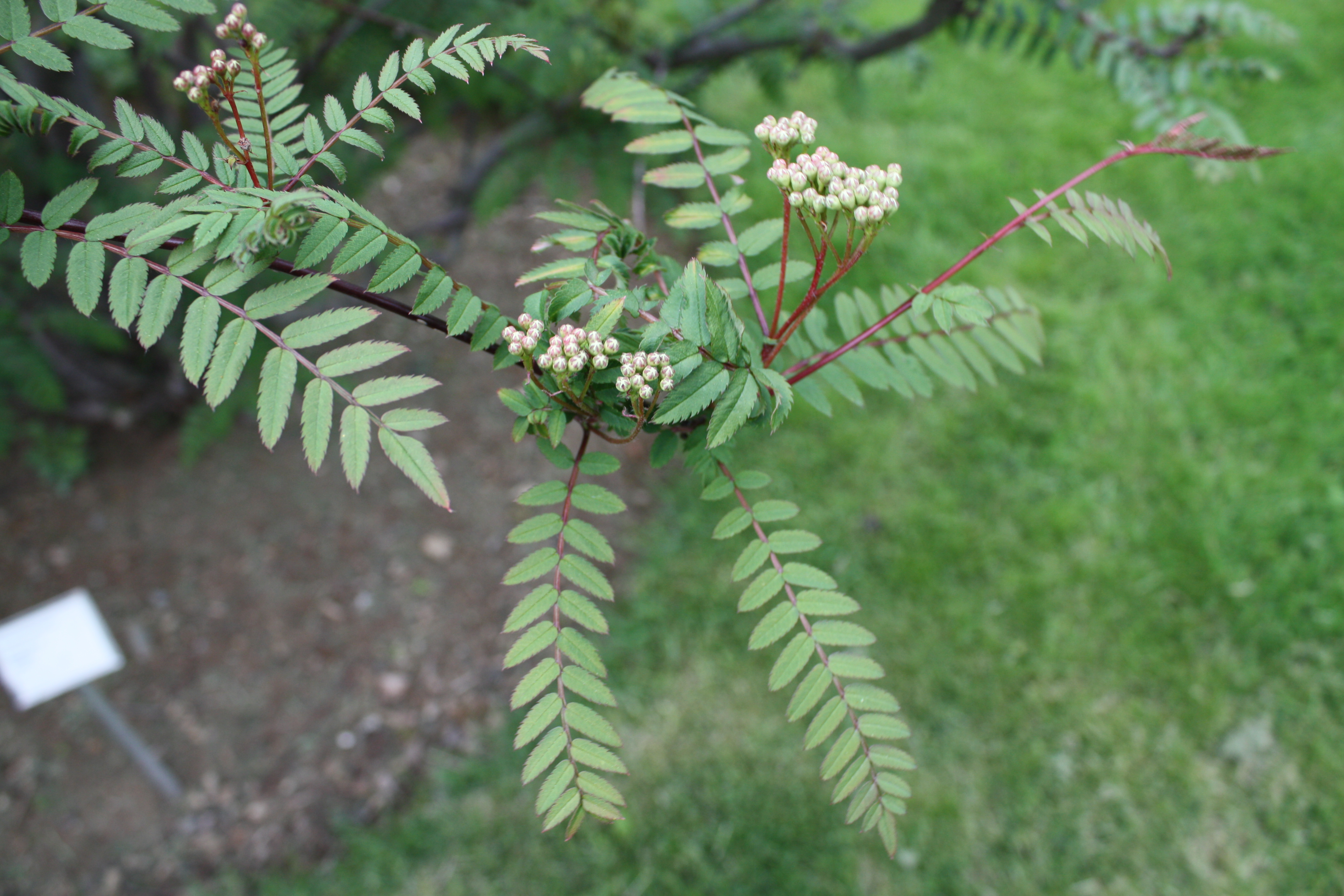
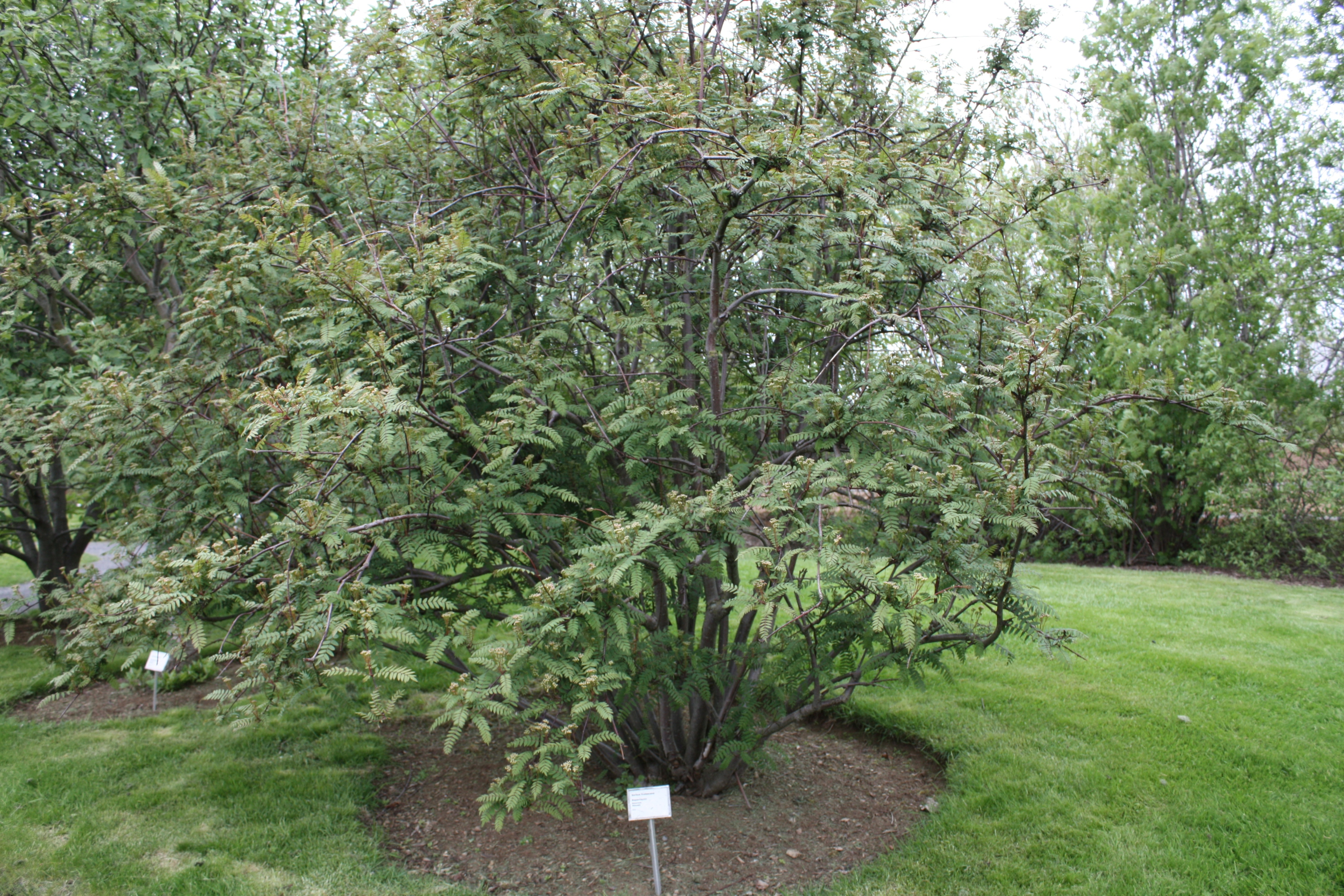
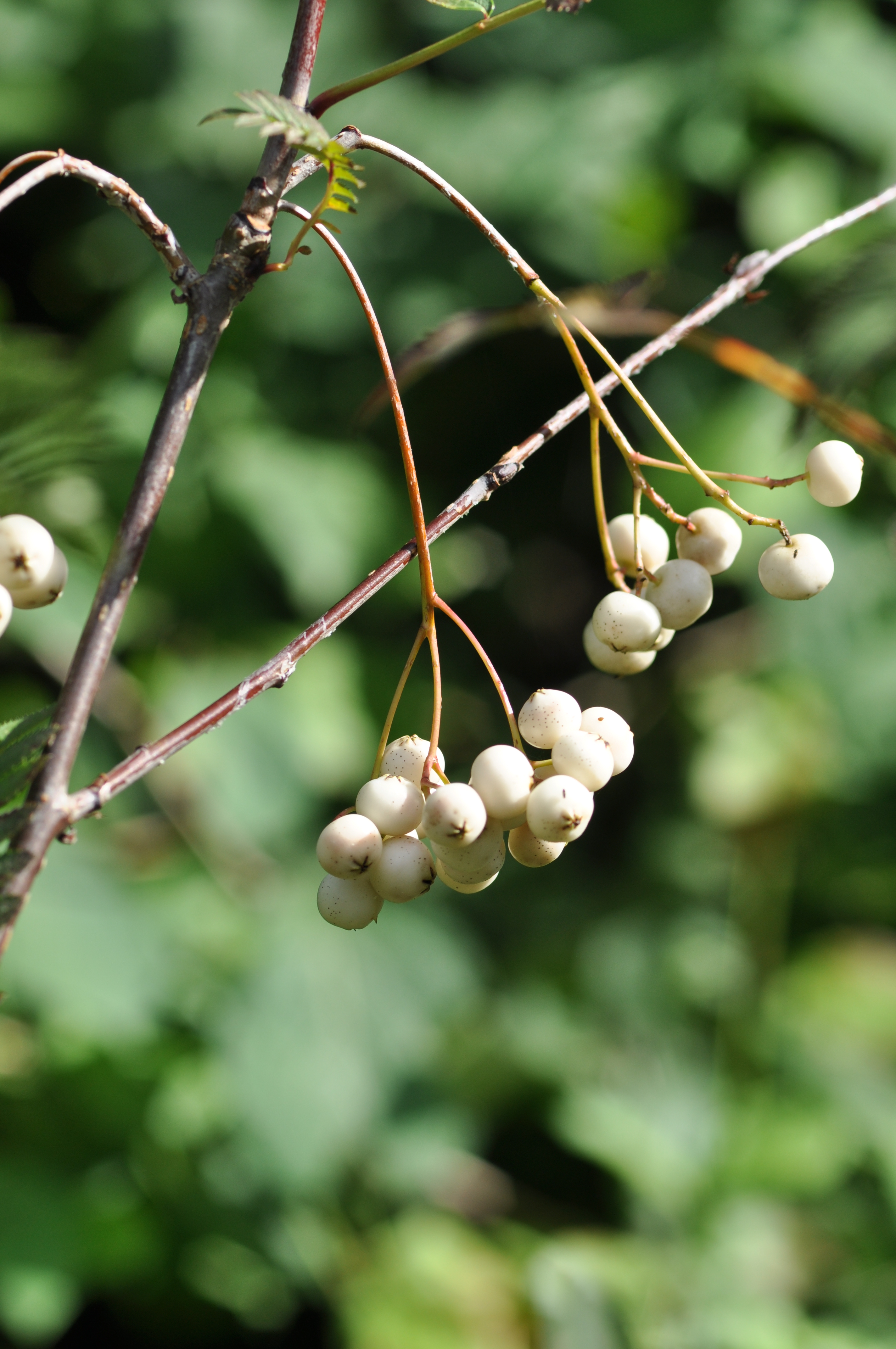
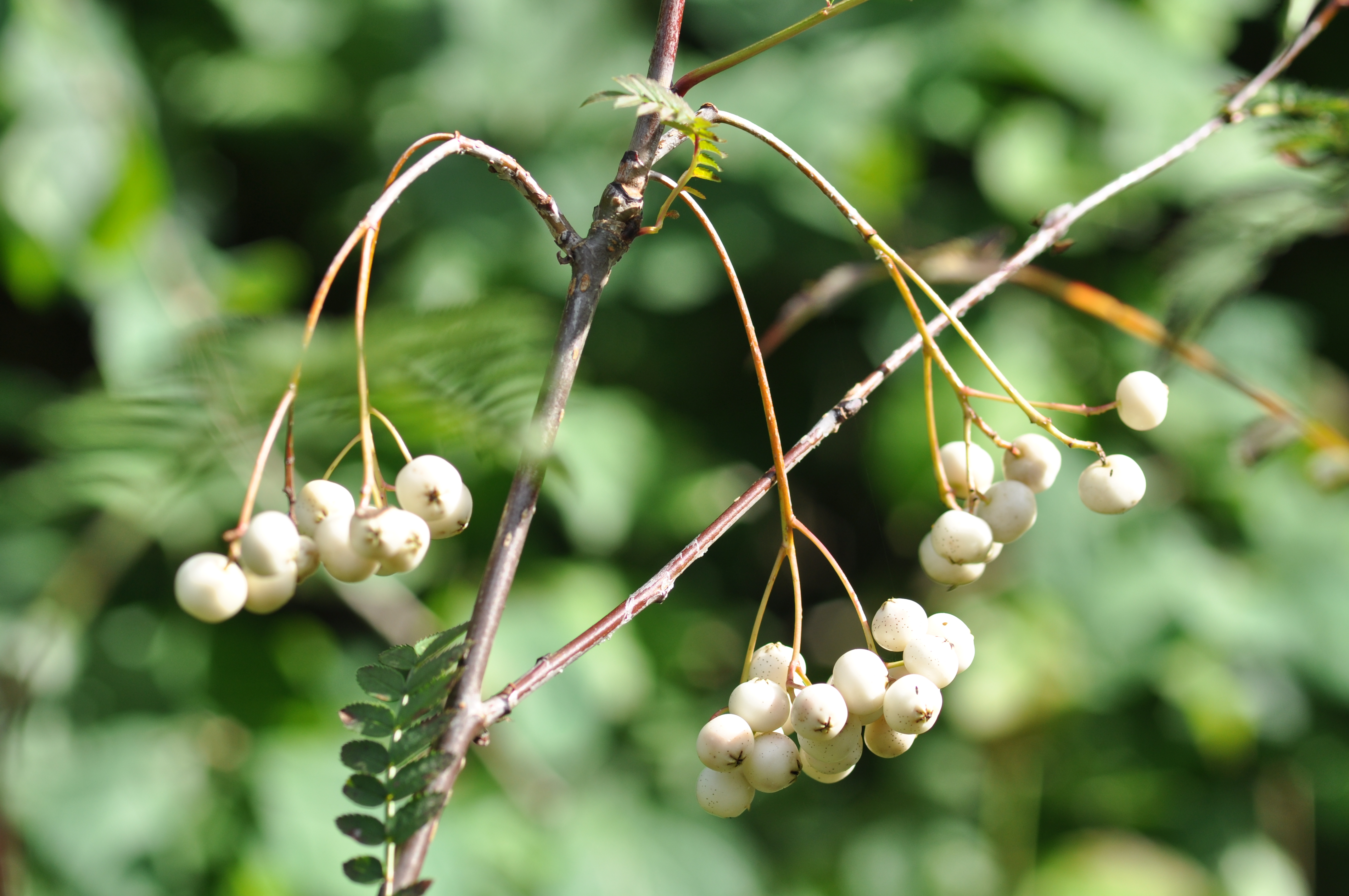